# 大乗 (釈法慶)
大乗（だいじょう）は、南北朝時代の北魏で、釈法慶が建てたという説のある私年号。515年 - 516年。李崇智は『魏書』『資治通鑑』ともに建元の記載がなく、『玉海』などにある説の「根拠は不明」としている。

## 西暦との対照表
| 大乗 | 元年  | 2年   |
| 西暦 | 515年 | 516年 |
| 干支 | 乙未  | 丙申  |